# Азарово (Центральное сельское поселение)
Азарово  — деревня в Кимрском районе Тверской области. Входит в состав Центрального сельского поселения.

## География
Находится в юго-восточной части Тверской области на расстоянии приблизительно 11 км на запад по прямой от районного центра города Кимры в левобережной части района.

## История
Известна с 1628 года как владение Марьи Собакиной с 4 дворами. В 1781 годов это уже сельцо, 20 дворов. В 1851 сельцо Азарово и деревня Новая. В 1859 году здесь (Топорово Корчевского уезда Тверской губернии) было учтено 10 дворов, в 1891 году — 18.

## Население
Численность населения: 150 человека (1781 год)), 104 (1859 год), 103 (1891), 3 (русские 100 %) в 2002 году, 9 в 2010.